# Lorenzo Thirouard-Samson
Lorenzo Thirouard-Samson, né le 19 février 2001 à Rennes, est un joueur français de basket-ball évoluant au poste d'ailier.

## Biographie
Formé au Centre fédéral puis aux Metropolitans 92 avec qui il dispute ses premiers matches en Jeep Élite lors de la saison 2019-2020, il est recruté par Lille à l'été 2020. Après une saison 2021-2022 avec des moyennes de 8,5 points et 3,1 rebonds, il prolonge son contrat de deux saisons avec le club nordiste. Lille termine 4e et quart de finaliste des playoffs de Pro B en 2023.
Le 1er juin 2023, Lorenzo Thirouard-Samson est recruté par Orléans pour deux saisons. L'équipe est éliminée en quart de finale des playoffs en 2024. 
La saison suivante, il remporte la Leaders Cup de Pro B 2025 en étant meilleur marqueur (18 points) de la finale disputée face à Boulazac.

## Basket-ball à trois
Lorenzo Thirouard-Samson est également joueur de basket-ball à trois. Il remporte les Jeux méditerranéens de 2022, puis la médaille de bronze lors de la coupe du monde des moins de 23 ans en 2023. Il est devenu numéro 1 mondial des -23 ans du Ranking FIBA 3x3.
Il est sélectionné en équipe de France en février 2025.

## Palmarès
- Champion d'Europe des moins de 16 ans 2017
- Finaliste de la coupe du monde des moins de 17 ans 2018
- Vainqueur des Jeux méditerranéens en basket-ball à trois 2022
- 3e de la coupe du monde de basket-ball à trois des moins de 23 ans 2023

 Orléans Loiret Basket : 
- Vainqueur de : Leaders Cup de Pro B 2025